# مقاطعة سالين (ميزوري)
مقاطعة سالين (بالإنجليزية: Saline County)‏ هي إحدى المقاطعات في ولاية ميزوري في الولايات المتحدة الأمريكية.

## أعلام
- آرثر مارشال
- جون جاي هوكينز